# Coras crescentis
Coras crescentis là một loài nhện trong họ Amaurobiidae.
Loài này thuộc chi Coras. Coras crescentis được miêu tả năm 1944 bởi Muma.